# Silvia Federici
Pour les articles homonymes, voir Federici.
Silvia Federici, née en 1942 à Parme (Italie), est une philosophe universitaire, enseignante et militante, qui s’inscrit dans la tradition du féminisme radical et du féminisme marxiste. Elle est professeure émérite de l’université Hofstra, à Long Island dans l’État de New York, où elle enseigne les sciences sociales. Elle a précédemment enseigné au Nigéria pendant plusieurs années. Elle est aussi cofondatrice du Committee for Academic Freedom in Africa (CAFA), et elle est membre du collectif Midnight Notes.

## Biographie
Silvia Federici grandit en Italie. Elle arrive aux États-Unis en 1967 pour son doctorat à l’université de Buffalo. Elle enseigne à l’université de Port Harcourt au Nigéria, elle est professeure associée, puis devient professeure de philosophie politique et d’études internationales au New College de l’université Hofstra.
Elle co-fonde l'International Feminist Collective, participe à l’organisation de la Wages for Housework campaign (« Campagne pour un salaire au travail ménager ») et contribue au collectif Midnight Notes. Elle participe à la création du Committee for Academic Freedom in Africa (en) (CAFA), et, en 1995, du projet d’opposition à la peine de mort connu comme Radical Philosophy Association (Association de philosophie radicale).

## Publications
L’œuvre la plus connue de Federici, Caliban et la sorcière : Femmes, corps et accumulation primitive, prolonge le travail de Leopoldina Fortunati. Dans cet ouvrage, elle remet en cause l’affirmation de Marx selon laquelle l’accumulation primitive serait le précurseur nécessaire du capitalisme. Elle fait au contraire valoir que l’accumulation primitive est une caractéristique fondamentale du capitalisme lui-même : le capitalisme, afin de se perpétuer, nécessite un apport permanent de capital exproprié. 
Silvia Federici rattache cette expropriation au travail non payé des femmes, dans le cadre de la reproduction, de la reproduction de la force de travail. Elle soutient que son apparition est un préalable historique à l’essor d’une économie capitaliste reposant sur le travail salarié. Dans ce cadre, elle souligne la lutte historique sur les communaux et pour le communalisme. Au lieu de comprendre le capitalisme comme une victoire sur un féodalisme vaincu, Federici analyse son ascension comme une contre-révolution face à la vague croissante de communalisme, s’employant à maintenir la structure sociale.
Au centre de l’asservissement méthodique des femmes et de l’appropriation de leur travail se trouve, selon elle, l’institutionnalisation du viol et de la prostitution, ainsi que les procès des hérétiques et les chasses aux sorcières, les bûchers, et la torture. Ces processus sont mis en parallèle avec l’esclavage et le massacre des populations indigènes du continent américain.
Le travail de Federici offre une perspective politique sur l’action du FMI, de la Banque mondiale et des autres institutions contribuant à nouveau cycle d’accumulation primitive, contemporain, au cours duquel tous les biens détenus en commun, de l’eau au code génétique en passant par les semences, se trouvent privatisés, pris dans une nouvelle série d’enclosures. Ses travaux portent aussi sur la division internationale sexuelle du travail[source insuffisante].
La validité historique de Caliban et la sorcière a été remise en question. L'ouvrage a fait l'objet de vives critiques, du point de vue de la probité universitaire, des conclusions et de la méthode,. 

### Ouvrages en français
- Réenchanter le monde. Féminisme et politique des communs, Genève/Paris, Entremonde, 2022.
- Une guerre mondiale contre les femmes. Des chasses aux sorcières au féminicide. Paris, La Fabrique, 2021.
- Par-delà les frontières du corps, Paris, éditions divergences, 2020.
- Le capitalisme patriarcal., Paris, La Fabrique, 2019.
- Point zéro: propagation de la révolution. Salaire ménager, reproduction sociale, combat féministe. Éditions iXe, Donnemarie, 2016.
- Caliban et la sorcière. Femmes, corps et accumulation primitive. Entremonde/Senonevero, Genève/Paris/Marseille, 2014.

### Articles en français
- « Il faut à tout ce monde un grand coup de fouet. Mouvements sociaux et crise politique dans l’Europe médiévale – Période » (consulté le 29 janvier 2022).
- « Reproduction et lutte féministe dans la nouvelle division internationale du travail – Période » (consulté le 29 janvier 2022)
- « Du « salaire au travail ménager » à la politique des communs »

### Ouvrages en anglais
- (en) Enduring Western Civilization. The Construction of the Concept of Western Civilization and Its "Others", Westport, CT, et Londres, Praeger, 1995
- (en) A Thousand Flowers. Structural Adjustment and the Struggle for Education in Africa, Africa World Press, 2000
- (en) Cheryl B Mwaria, Silvia Federici et Joseph McLaren, African Visions. Literary Images, Political Change, and Social Struggle in Contemporary Africa, Westport, CT, et Londres, Greenwood Press et Praeger, coll. « Contributions in Afro-American and African studies » (no 197), 2000 (ISBN 978-0-313-31045-4)
- (en) Revolution at Point Zero. Housework, Reproduction, and Feminist Struggle, Brooklyn/Oakland, Common Notions/PM Press, 2012, 188 p. (ISBN 978-1-60486-333-8, lire en ligne)
- Silvia Federici (trad. de l'anglais par Damien Tissot, Oristelle Bonis), Point zéro : propagation de la révolution : travail ménager, reproduction sociale, combat féministe, Donnemarie-Dontilly, Éditions iXe, coll. « Racine de Ixe », 2016, 258 p. (ISBN 979-10-90062-30-6)
- (en) Caliban and the witch : women, the body and primitive accumulation, Brooklyn, NY, Autonomedia, 2014, 285 p. (ISBN 978-1-57027-059-8, lire en ligne)
- Traduction en français : Silvia Federici (trad. collectif Senonevero), Caliban et la Sorcière : Femmes, corps et accumulation primitive, Entremonde, éditions Senonevero, coll. « La rupture », mars 2017, 464 p. (ISBN 978-2-940426-37-9, présentation en ligne)

### Ouvrages en italien
- Il Femminismo e il Movimento contro la guerra USA, in : DeriveApprodi #24, 2004.